# Alastor schulthessianus
Alastor schulthessianus är en stekelart som beskrevs av Giordani Soika 1934. Alastor schulthessianus ingår i släktet Alastor och familjen Eumenidae. Inga underarter finns listade i Catalogue of Life.